# Polder van B. van Dijk
De Polder van B. van Dijk is een voormalig waterschap in de provincie Groningen.
Het waterschap lag ten westen van de Hoornsedijk, tussen de Nijveensterkolk en de Groninger wijk Hoornse Meer. Het gebied van de polder komt tegenwoordig bijna geheel overeen met het Paterswoldsemeer (met name het noordelijke deel, dat in 1982 onder water is gezet) en het natuurgebied ten zuiden van de Gasthuiskade. De molen van het waterschap sloeg uit op de Tochtsloot, een zijtak van de Woldsloot.
Waterstaatkundig gezien ligt het gebied sinds 1995 binnen dat van het waterschap Noorderzijlvest.